# マヒシュマティ
マヒシュマティ (IAST: Māhiṣmatī) は、現代のインドの中央部に位置した古代都市。カナ音写でマーヒシュマティーとも。現在のマディヤ・プラデーシュ州付近のナルマダー川のほとりに位置したとされるが正確な位置は判明していない。マヒシュマティの名はいくつかの古代の文献に残されており、ハイハヤの伝説的な王であるカールタヴィーリヤ・アルジュナによって支配されていたことが伝えられる。マヒシュマティはアヴァンティ国の南部において最も重要な都市であった。また、のちにはアヌーパ王国の首都として用いられた。パラマーラの碑文によれば、この都市は13世紀頃まで繁栄していたと考えられる。

## 位置の特定
都市の正確な位置は定かではないが古代インドの文献にはマヒシュマティについていくつか言及されており、その位置について以下のように伝えられる。
- ナルマダー川の畔にあった[1]。
- （スッタニパータに記されるには）ウッジャインの南でプラティシュターナの北に位置し、2つの都市を結ぶ途上にあった。パタンジャリは、ウッジャインを出た旅人はマヒシュマティで日の出を見ると言及した[2]。
- アヴァンティ国にあった。時代によってはアヴァンティ国の近隣の王国の一部であった。ごく短期間の間はウッジャインに代わり王国の首都であった。また、例えばアヌーパ王国（英語版）といった近隣王国の首都としても用いられた[2][3]。
- アヴァンティ国はヴィンディヤ山脈によって二つに別けられ、ウッジャインは北部に、マヒシュマティは南部に位置した[4]。

マディヤ・プラデーシュ州のナルマダー川沿いに位置するいくつかの都市が古代はマヒシュマティであったと主張されている。これらの主張は以下の通りである。
マーンダーターまたは オームカレーシュヴァラ
フレデリック・エデン・パーギターや、G.C.メンディスなどは、マヒシュマティはオームカレーシュヴァラのマーンダーター島であると主張した。
パーギターは、ラグ・ヴァンシャ中のマヒシュマティの説明では、島に位置したことが明確にされており、さらには、ハリヴァンシャによればマヒシュマティはマーンダートリ王の子ムチュクンダによって築かれたことが明らかだとした。
パラマーラ朝デーヴァパーラ王の1225年の碑文がマーンダーターで発見されており、これには王がマヒシュマティに滞在しているうちにバラモンたちに村が与えられたと記されている。
マヘーシュワル
H.D.サンカリア、P.N.ボースやフランシス・ウィルフォードらは、マヒシュマティは現代のマヘーシュワルだと主張した。
パーギターはこれを批判し、マヘーシュワルのバラモン僧らが音の響きが似ているが為に彼らの町が古代のマヒシュマティだと言い張るのは彼らの町を賛美することが目的であると述べている。
その他のすでに廃れた主張
アレキサンダー・カニンガム、ジョン・フェイスフル・フリート、ギリジャ・シャンカル・アグラワルらは、マンドラーが古代のマヒシュマティであると主張していた。しかしながら、この見解は現代の学者によって正しくないとみなされている。
B.ルイス・ライスは、マヒシュマティはかつてのマイソール州（現在のカルナータカ州）に位置すると主張していた。この主張はマハーバーラタでマヒシュマティに向かう途中サハデーヴァがカーヴィリ川を渡ったという記述に基づいていた。しかしながら、南方のカーヴィリ川の他にも、マーンダーター近くでナルマダー川に合流する小さなカーヴィリ川が存在している。

## 古代の文献における言及

### サンスクリット語による記述
サンスクリットの叙事詩『ラーマーヤナ』ではマヒシュマティにおけるラークシャサの王ラーヴァナの攻撃について言及される。巻13（アヌシャーサナ・パルヴァ）ではイクシュヴァーク家のダシャシヴァが王だと述べられ、続いてハイハヤの王カールタヴィーリヤ・アルジュナが地上の全てを首都のマヒシュマティから支配すると述べる (13:52)。カールタヴィーリヤ・アルジュナはバルガヴァ・ラーマにより殺される。
『マハーバーラタ』ではマヒシュマティはアヴァンティ国と対立する王国の一部として言及される。巻2（サバー・パルヴァ）の第30章ではパーンダヴァのサハデーヴァがマヒシュマティを攻め、支配していたニラを破ったと述べられる。マヒシュマティの王ニラはクルクシェートラの戦いにおいて指導者を務めたとされ、ビーシュマによってラティ (Rathi) と賞されたとも言及される。ニラの鎧の衣には青色が用いられていた (Mbh 5:19,167)。
『ハリヴァンシャ』 (33.1847) ではマヒシュマティを築いた人物をマヒシュマントと呼称される。この王はサハジャの息子で、ハイハヤを継承するヤドゥの子孫であるとされる。また、別の箇所ではラーマの祖先であるムチュクンダが開いたとされ、そこではこの人物がラクシャー山にマヒシュマティとプリカの都市を築いたと述べられる。
『ラグ・ヴァンシャ』ではマヒシュマティはレヴァ川（ナルマダー川）にあり、アヌーパ王国の首都であったと述べられる。
『パドマ・プラーナ』 (VI.115) によれば、マヒシャによって築かれたと明言されている。
その他の記述では、カールタヴィーリヤ・アルジュナがナーガの長のカルコータカよりマヒシュマティを征服し、要塞都市としたとも伝えられる。

### パーリ語による記述
仏典の『ディーガ・ニカーヤ』ではマヒシュマティはアヴァンティの首都であったと伝えられるが、『アングッタラ・ニカーヤ』ではウッジャインがアヴァンティの首都であったとも伝えられる。マハーゴヴィンダ・スッタで伝わる物語でもまたマヒシュマティはアヴァンティの都であり、過去二十四仏の一が王であったと伝えられる。これらの記述から、一時的にウッジャインからマヒシュマティにアヴァンティの首都が遷されたとも解釈できる。
『ディーパワンサ』ではマヒサと呼ばれる領域について、マヒサ・ラッタ (Mahisa-ratta, マヒサ国) として言及している。『マハーワンサ』ではこれらの地域はマンダラとして説かれ、マヒシャ・マンダラ (Mahisha-mandala) と呼ばれる。5世紀の学僧ブッダゴーサはこの領域をラッタム・マヒシャム、マヒシャカ・マンダラ、マヒシュマカと様々な名前で呼んだ。ジョン・フェイスフル・フリートはマヒシュマティはこれらの地域の都で、マヒシャと呼ばれる部族から名付けられたとの説を建てた。これは『マハーバーラタ』巻6（ビーシュマ・パルヴァ）中で南方（つまりヴィンディヤ及びナルマダーの南）の王国と説明されるマヒシャカと同じとみなされる。
『スッタニパータ』ではバヴァリの弟子たちがウッジャインからプラティシュターナへ旅した際、マヒシュマティが中途の都市の一つだったと述べられる。サーンチーの碑文には、マヒシュマティからの巡礼がサーンチーのストゥーパを訪れたと記されている。

### テルグ語による記述
テルグ語の『マハーバーラタ』でも記述が残されている。これは（テルグ語で書かれた『アーンドラ・マハーバーラタ』中のサバー・パルヴァとも呼ばれる内の）アールヤーヴァルタの他の部分とは異なり、マヒシュマティでは民の婚姻は一般的では無く伝統的に行われていないというものであった。

## 碑文の記録
6世紀から7世紀にかけ、マヒシュマティがカラチュリ王国の首都であったことが示唆されている。
11世紀から12世紀にかけて現在のインド南部に存在した幾つもの王国の支配者たちはハイハヤの後継者であると主張し「素晴らしき都市マヒシュマティの主」と称し自らの土地の起源を示した。
マヒシュマティはつい13世紀までは繁栄していた都市であったと考えられている。1225年の碑文ではパラマーラの王デーヴァパーラがマヒシュマティに滞在したことが刻まれていた。

## 大衆文化
映画『バーフバリ 伝説誕生』『バーフバリ 王の凱旋』では架空の王国として描かれる。